# Frank Culley
Frank „Floorshow“ Culley (* 7. August 1917 in Salisbury (Maryland); † 15. April 1981 in Newark (New Jersey)) war ein US-amerikanischer Rhythm-and-Blues-Saxophonist.

## Leben und Wirken
Frank Culley wurde im Bundesstaat Maryland geboren und wuchs in Norfolk (Virginia) auf. Mit zehn Jahren begann er Tenorsaxophon zu spielen und hatte sein Debüt als Profimusiker bei Johnson’s Happy Pals, die im Raum Richmond (Virginia) auftraten. Mitte der 1940er Jahre gründete er seine eigene R&B-Gruppe, mit der er in New York erste Aufnahmen für das Label Lenox einspielte und im Dezember 1947 bei Aufnahmen von Wynonie Harris für King Records mitwirkte („Good Rockin’ Tonight“). 1948 bekam er einen Plattenvertrag bei Atlantic Records und leitete deren erste Studioband, die frühe Künstler des Rhythm and Blues bei Plattenaufnahmen begleitete; daneben entstanden für das Label circa dreißig Titel unter eigenem Namen, an denen auch der Pianist Harry Van Walls mitwirkte.
Culleys erste Veröffentlichung für Atlantic „Cole Slaw“ entstand im Januar 1949 und erreichte die # 11 in den R&B Charts; auf der Rückseite befand sich eine Coverversion des Lionel Hampton Titels „Central Avenue Breakdown“ (Atlantic 874). Dem folgte die bei der gleichen Session aufgenommene Nummer „Floorshow“ (Atlantic 880). Dieser Song wurde zu seinem Spitznamen. „Floorshow“ Culleys nächste Single „After Hour Session“ (Atlantic 888) erreichte # 10 der R&B-Hitparaden; die Rückseite enthielt den Titel „Rhumboogie Jive“. Nach seinem Ausscheiden bei Atlantic im Jahr 1951 nahm Culley für RCA Victor auf, sowie für die Label Parrot, Chess und Baton, ohne jedoch an die früheren Erfolge anknüpfen zu können. Für Parrot entstanden die Titel „Mr 5 × 5“ und „Clothes Pin Blues“ mit dem Sänger Jimmy Rushing. In seiner Band spielte damals u. a. der spätere Jazzpianist Randy Weston. Fünf Titel von Culley, „Nine O’Clock Express“, „Lindy Rock“, „Go Floorshow“, „Bubbles“ und „Speed Limit“ aus dem Jahr 1954 wurden auf der LP Rock ’N Roll (Krazy Kat) – gekoppelt mit Musik der Buddy Tate Band – veröffentlicht.
1975 zog er sich aus der Musikszene zurück und zog nach Newark, wo er 1991 verstarb. Er gilt als einer der Pioniere des R&B-Tenorsaxophonspiels, das nach dem Zweiten Weltkrieg große Popularität genoss.